# Championnat d'Europe de rugby à XV 2024-2025
Ne doit pas être confondu avec Championnat d'Europe féminin de rugby à XV 2024-2025.

Championnat d'Europe de rugby à XV 2024-2025 :
Tournoi des Six Nations (hors compétition)
Championship
Trophy
Conference, poule A
Conference, poule B
Conference, poule C
Conference, poule D
Conference, poule E

Le championnat d'Europe de rugby à XV 2024-2025 est une compétition annuelle qui réunit les meilleures nations membres de Rugby Europe ne participant pas au Tournoi des Six Nations.

## Championship
Navigation
2024

### Format
L'édition 2025 du Championship est qualificative pour la Coupe du monde 2027 en Australie. Les quatre meilleures nations sont qualifiées. L'équipe classée cinquième dispute le tournoi de qualification final.

### Équipes engagées
| Équipe    | Édition 2024                | Poule Championship |
| --------- | --------------------------- | ------------------ |
| Géorgie   | Tenant                      | A                  |
| Portugal  | 2e Championship             | B                  |
| Espagne   | 3e Championship             | A                  |
| Roumanie  | 4e Championship             | B                  |
| Pays-Bas  | 5e Championship             | A                  |
| Allemagne | 6e Championship             | B                  |
| Belgique  | 7e Championship             | B                  |
| Suisse    | Vainqueur du Trophy (promu) | A                  |

### Poule A
| Rang | Nations     | J | V | N | D | Bo | Bd | Pm  | Pe  | Diff | Pts |
| ---- | ----------- | - | - | - | - | -- | -- | --- | --- | ---- | --- |
| 1    | Géorgie (T) | 3 | 3 | 0 | 0 | 3  | 0  | 212 | 39  | +173 | 15  |
| 2    | Espagne     | 3 | 2 | 0 | 1 | 2  | 0  | 128 | 99  | +29  | 10  |
| 3    | Pays-Bas    | 3 | 1 | 0 | 2 | 1  | 0  | 104 | 93  | +11  | 5   |
| 4    | Suisse      | 3 | 0 | 0 | 3 | 0  | 0  | 13  | 226 | -213 | 0   |

|  | Qualifié pour les demi-finales (no 1, no 2) |
|  | T : tenant du titre 2024                    |

#### 1rejournée
| 1er février 2025 16 h UTC+04:00 | Géorgie (bo) | 110 - 0 (42 - 0) | Suisse                                   | Stade Avchala, Tbilissi 3 500 spectateurs Arbitre : Luis Fernandez |
| 1er février 2025 16 h UTC+04:00 | Essai(s) : 16 Aprasidze (9e, 56e), Kveseladze (16e), Japaridze (23e), Kakhoidze (26e), Matkava (28e), Ivanishvili (en) (40e, 51e), Tabutsadze (47e, 67e), S. Aptsiauri (59e, 71e), Spanderashvili (en) (61e), Alania (64e), Shvangiradze (78e), Khaindrava (80e+1) Transformation(s) : 15 Matkava (9e, 16e, 23e, 26e, 28e, 40e, 47e, 51e), Niniashvili (56e, 59e, 61e, 64e, 71e, 78e, 80e+1) | Rapport          | Carton(s) jaune(s) : 1 Jegerlehner (50e) | Stade Avchala, Tbilissi 3 500 spectateurs Arbitre : Luis Fernandez |
| 1er février 2025 16 h UTC+04:00 | | Rapport          |                                          | Stade Avchala, Tbilissi 3 500 spectateurs Arbitre : Luis Fernandez |

| 2 février 2025 12 h 45 UTC+01:00 | Espagne (bo) | 53 - 24 (31 - 10) | Pays-Bas | Stade national complutense, Madrid 7 000 spectateurs Arbitre : Sam Grove-White (en) |
| 2 février 2025 12 h 45 UTC+01:00 | Essai(s) : 7 de pénalité (14e), Bay (es) (20e, 41e), Nieto (25e), Ovejero (33e), García (60e), Mateu (69e) Transformation(s) : 6 de pénalité (14e), Lopez Bontempo (20e, 25e, 33e, 41e, 60e) Pénalité(s) : 2 Lopez Bontempo (10e, 48e) | Rapport           | Essai(s) : 3 de Jong (30e), Fikken (67e, 75e) Transformation(s) : 3 Meijer (30e, 75e), Weersma (67e) Pénalité(s) : 1 Meijer (6e) Carton(s) jaune(s) : 1 Coetzee (en) (14e) | Stade national complutense, Madrid 7 000 spectateurs Arbitre : Sam Grove-White (en) |
| 2 février 2025 12 h 45 UTC+01:00 | | Rapport           | | Stade national complutense, Madrid 7 000 spectateurs Arbitre : Sam Grove-White (en) |

#### 2ejournée
| 8 février 2025 15 h UTC+04:00 | Géorgie (bo) | 40 - 7 (19 - 0) | Pays-Bas | Stade Avchala, Tbilissi 2 000 spectateurs Arbitre : Benoit Rousselet |
| 8 février 2025 15 h UTC+04:00 | Essai(s) : 6 Kakhoidze (9e), Lobzhanidze (11e), Tabutsadze (36e), Mamaiashvili (56e), Saginadze (64e), Javakhia (69e) Transformation(s) : 5 Matkava (10e, 12e), Niniashvili (57e, 65e, 70e) Carton(s) rouge(s) : 1 Gorgadze (50e) | Rapport         | Essai(s) : 1 de Jong (79e) Transformation(s) : 1 Meijer (80e) Carton(s) jaune(s) : 3 Smits (25e), de Jong (43e), Rademaker (54e) | Stade Avchala, Tbilissi 2 000 spectateurs Arbitre : Benoit Rousselet |
| 8 février 2025 15 h UTC+04:00 | | Rapport         | | Stade Avchala, Tbilissi 2 000 spectateurs Arbitre : Benoit Rousselet |

| 9 février 2025 14 h UTC+01:00 | Suisse | 13 - 43 (6 - 21) | Espagne (bo) | Stade municipal, Yverdon-les-Bains 3 800 spectateurs Arbitre : Nicolae Fratila |
| 9 février 2025 14 h UTC+01:00 | Essai(s) : 1 Lin (49e) Transformation(s) : 1 Porcher (50e) Pénalité(s) : 2 Perrod (13e, 31e) Carton(s) jaune(s) : 2 Porcher (32e), O'Grady (68e) | Rapport          | Essai(s) : 7 Santamaria (4e), Bay (es) (19e, 62e), Cian (33e), Ariceta (43e), Imaz Agirre (71e), Castiglioni (es) (75e) Transformation(s) : 4 Lopez Bontempo (5e, 20e, 34e, 44e) Carton(s) jaune(s) : 2 Cian (46e), Imaz Agirre (79e) | Stade municipal, Yverdon-les-Bains 3 800 spectateurs Arbitre : Nicolae Fratila |
| 9 février 2025 14 h UTC+01:00 | | Rapport          | | Stade municipal, Yverdon-les-Bains 3 800 spectateurs Arbitre : Nicolae Fratila |

#### 3ejournée
| 15 février 2025 13 h UTC+01:00 | Pays-Bas (bo) | 73 - 0 (46 - 0) | Suisse                                              | NRCA Stadium, Amsterdam 2 500 spectateurs Arbitre : Paulo Duarte |
| 15 février 2025 13 h UTC+01:00 | Essai(s) : 13 Sialau (2e), Raymond (8e, 21e), de pénalité (12e) Salman (15e), Meijer (26e), Campbell (34e, 47e), Hadinegoro (37e, 40e), van Oord (53e), Dolman (70e), Weersma (74e) Transformation(s) : 4 Meijer (3e), de pénalité (12e), Weersma (35e), Dolman (70e) | Rapport         | Carton(s) jaune(s) : 2 McCarthy (12e), Dallet (33e) | NRCA Stadium, Amsterdam 2 500 spectateurs Arbitre : Paulo Duarte |
| 15 février 2025 13 h UTC+01:00 | | Rapport         |                                                     | NRCA Stadium, Amsterdam 2 500 spectateurs Arbitre : Paulo Duarte |

| 16 février 2025 12 h 45 UTC+01:00 | Espagne | 32 - 62 (13 - 34) | Géorgie (bo) | Stade national complutense, Madrid 6 000 spectateurs Arbitre : Eoghan Cross (en) |
| 16 février 2025 12 h 45 UTC+01:00 | Essai(s) : 4 Ariceta (9e), Foulds (49e), Cian (66e), Boronat (73e) Transformation(s) : 3 Vinuesa (10e), Mateu (50e, 74e) Pénalité(s) : 2 Vinuesa (20e, 24e) Carton(s) jaune(s) : 3 Aurrekoetxea (34e), Vinuesa (40e), Ovejero (57e) | Rapport           | Essai(s) : 10 Spanderashvili (en) (4e), Lobzhanidze (14e), Tabutsadze (17e, 44e), Karkadze (25e), Japaridze (34e), Niniashvili (39e, 58e, 61e), Kvatadze (71e) Transformation(s) : 6 Niniashvili (26e, 34e), Papunashvili (45e, 59e, 62e, 72e) Carton(s) jaune(s) : 3 Kveseladze (34e), Babunashvili (en) (40e), Ivanishvili (en) (66e) Carton(s) rouge(s) : 1 Kveseladze (53e) | Stade national complutense, Madrid 6 000 spectateurs Arbitre : Eoghan Cross (en) |
| 16 février 2025 12 h 45 UTC+01:00 | | Rapport           | | Stade national complutense, Madrid 6 000 spectateurs Arbitre : Eoghan Cross (en) |

### Poule B
| Rang | Nations   | J | V | N | D | Bo | Bd | Pm  | Pe  | Diff | Pts |
| ---- | --------- | - | - | - | - | -- | -- | --- | --- | ---- | --- |
| 1    | Portugal  | 3 | 3 | 0 | 0 | 3  | 0  | 130 | 50  | +80  | 15  |
| 2    | Roumanie  | 3 | 2 | 0 | 1 | 1  | 0  | 85  | 58  | +27  | 9   |
| 3    | Belgique  | 3 | 1 | 0 | 2 | 0  | 0  | 83  | 90  | -7   | 4   |
| 4    | Allemagne | 3 | 0 | 0 | 3 | 0  | 0  | 43  | 143 | -100 | 0   |

|  | Qualifié pour les demi-finales (no 1, no 2) |
|  | T : tenant du titre 2024                    |

#### 1rejournée
| 31 janvier 2025 18 h UTC+02:00 | Roumanie (bo) | 48 - 10 (13 - 10) | Allemagne                                                                                           | Stade Arcul de Triumf, Bucarest 4 200 spectateurs Arbitre : Franco Rosella |
| 31 janvier 2025 18 h UTC+02:00 | Essai(s) : 6 Manole (en) (28e), Gontineac (47e), Simionescu (en) (51e), Chirică (59e), de pénalité (64e), Graure (78e) Transformation(s) : 6 Conache (en) (27e, 48e, 51e, 59e), de pénalité (64e), Rupanu (en) (78e) Pénalité(s) : 2 Conache (20e, 35e) | Rapport           | Essai(s) : 1 Marks (24e) Transformation(s) : 1 Pretorius (en) (24e) Pénalité(s) : 1 Pretorius (11e) | Stade Arcul de Triumf, Bucarest 4 200 spectateurs Arbitre : Franco Rosella |
| 31 janvier 2025 18 h UTC+02:00 | | Rapport           | | Stade Arcul de Triumf, Bucarest 4 200 spectateurs Arbitre : Franco Rosella |

| 1er février 2025 19 h 30 UTC±00:00 | Portugal (bo) | 40 - 30 (26 - 20) | Belgique | Stade du Restelo, Lisbonne 2 500 spectateurs Arbitre : Shota Tevzadze |
| 1er février 2025 19 h 30 UTC±00:00 | Essai(s) : 6 Moura (2e, 56e), Marta (8e, 47e), Pinto (27e), J.Rebelo de Andrade (34e) Transformation(s) : 5 Marques (2e, 8e, 34e, 47e, 56e) Carton(s) jaune(s) : 1 Madeira (76e) | Rapport           | Essai(s) : 3 Remue (18e), Hendrickx (40e), de Clercq (71e) Transformation(s) : 3 De Francq (18e, 40e, 71e) Pénalité(s) : 3 De Francq (16e, 24e, 60e) Carton(s) jaune(s) : 1 Berguet (56e) | Stade du Restelo, Lisbonne 2 500 spectateurs Arbitre : Shota Tevzadze |
| 1er février 2025 19 h 30 UTC±00:00 | | Rapport           | | Stade du Restelo, Lisbonne 2 500 spectateurs Arbitre : Shota Tevzadze |

#### 2ejournée
| 8 février 2025 20 h UTC+01:00 | Belgique                                                                            | 14 - 31 (7 - 10) | Roumanie | Stade Charles Tondreau, Mons 7 000 spectateurs Arbitre : Hollie Davidson |
| 8 février 2025 20 h UTC+01:00 | Essai(s) : 2 Torfs (12e), Decubber (63e) Transformation(s) : 2 De Francq (12e, 63e) | Rapport          | Essai(s) : 3 Tiqe (36e), Gontineac (52e), Mitu (59e) Transformation(s) : 2 Rupanu (en) (37e, 53e) Pénalité(s) : 4 Rupanu (8e, 46e, 51e), Conache (en) (76e) Carton(s) jaune(s) : 2 Gontineac (67e), Manumua (en) (71e) | Stade Charles Tondreau, Mons 7 000 spectateurs Arbitre : Hollie Davidson |
| 8 février 2025 20 h UTC+01:00 |                                                                                     | Rapport          | | Stade Charles Tondreau, Mons 7 000 spectateurs Arbitre : Hollie Davidson |

| 9 février 2025 17 h 15 UTC±00:00 | Portugal (bo) | 56 - 14 (35 - 0) | Allemagne | Stade du Restelo, Lisbonne 7 000 spectateurs Arbitre : Keane Davison |
| 9 février 2025 17 h 15 UTC±00:00 | Essai(s) : 8 Camacho (9e, 19e), N. Martins (35e, 38e), Pinheiro Ruiz (40e), Bento (42e, 67e), Pinto Magalhães (en) (71e) Transformation(s) : 8 Moura (10e, 20e, 36e, 39e, 40e, 43e), Vareiro (69e, 72e) Carton(s) jaune(s) : 1 Torgal (78e) | Rapport          | Essai(s) : 2 Ball (61e), Lammers (80e) Transformation(s) : 2 Pretorius (en) (61e, 80e) Carton(s) jaune(s) : 1 Klewinghaus (33e) | Stade du Restelo, Lisbonne 7 000 spectateurs Arbitre : Keane Davison |
| 9 février 2025 17 h 15 UTC±00:00 | | Rapport          | | Stade du Restelo, Lisbonne 7 000 spectateurs Arbitre : Keane Davison |

#### 3ejournée
| 15 février 2025 17 h UTC+02:00 | Roumanie | 6 - 34 (3 - 12) | Portugal (bo) | Stade municipal, Botoșani 3 000 spectateurs Arbitre : Ludovic Cayre |
| 15 février 2025 17 h UTC+02:00 | Pénalité(s) : 2 Conache (en) (20e, 53e) Carton(s) jaune(s) : 3 Savin (en) (28e), Hartig (en) (62e), Simionescu (en) (80e+2) | Rapport         | Essai(s) : 5 Storti (14e), Begic (30e), N. Martins (42e), Vareiro (66e), Baptista (80e+3) Transformation(s) : 3 Marques (31e, 43e), Vareiro (80e+4) Pénalité(s) : 1 Marques (61e) | Stade municipal, Botoșani 3 000 spectateurs Arbitre : Ludovic Cayre |
| 15 février 2025 17 h UTC+02:00 | | Rapport         | | Stade municipal, Botoșani 3 000 spectateurs Arbitre : Ludovic Cayre |

| 16 février 2025 15 h 30 UTC+01:00 | Allemagne | 19 - 39 (0 - 18) | Belgique | Auestadion (en), Kassel 5 500 spectateurs Arbitre : Saba Abulashvili |
| 16 février 2025 15 h 30 UTC+01:00 | Essai(s) : 3 Wolf (48e), Ball (73e), C. McDonald (79e) Transformation(s) : 2 Wolf (49e, 74e) Carton(s) jaune(s) : 2 Bachofer (20e), Himmer (24e) | Rapport          | Essai(s) : 5 Cornez (14e), Geraghty (38e), Bastin (45e), Berguet (54e), Montoisy (66e) Transformation(s) : 4 De Francq (39e, 46e, 55e, 67e) Pénalité(s) : 2 De Francq (4e, 22e) Carton(s) jaune(s) : 1 Verelst (73e) | Auestadion (en), Kassel 5 500 spectateurs Arbitre : Saba Abulashvili |
| 16 février 2025 15 h 30 UTC+01:00 | | Rapport          | | Auestadion (en), Kassel 5 500 spectateurs Arbitre : Saba Abulashvili |

### Phases finales
|  | Demi-finales de classement | Demi-finales de classement |                        |    | Match pour la 5e place | Match pour la 5e place |
|  | Demi-finales de classement | Demi-finales de classement |                        |    | Match pour la 5e place | Match pour la 5e place |
|  |                            |                            |                        |    |                        |                        |
|  | 1er mars 2025              | 1er mars 2025              |                        |    | 15 mars 2025           | 15 mars 2025           |
|  | 1er mars 2025              | 1er mars 2025              |                        |    | 15 mars 2025           | 15 mars 2025           |
|  | Pays-Bas                   | 38                         |                        |    | 15 mars 2025           | 15 mars 2025           |
|  | Pays-Bas                   | 38                         |                        |    | 15 mars 2025           | 15 mars 2025           |
|  | Allemagne                  | 9                          |                        |    | 15 mars 2025           | 15 mars 2025           |
|  | Allemagne                  | 9                          | Pays-Bas               | 10 |                        |                        |
|  | 1er mars 2025              |                            | Pays-Bas               | 10 |                        |                        |
|  |                            | Belgique                   | 31                     |    |                        |                        |
|  | Belgique                   | Belgique                   | 31                     | 38 |                        |                        |
|  | Belgique                   |                            |                        | 38 |                        |                        |
|  | Suisse                     | 5                          |                        |    |                        |                        |
|  | Suisse                     | 5                          | Match pour la 7e place |    |                        |                        |
|  |                            |                            |                        |    |                        |                        |
|  | 15 mars 2025               |                            |                        |    |                        |                        |
|  |                            |                            |                        |    |                        |                        |
|  | Allemagne                  | 17                         |                        |    |                        |                        |
|  | Allemagne                  | 17                         |                        |    |                        |                        |
|  | Suisse                     | 20                         |                        |    |                        |                        |
|  | Suisse                     | 20                         |                        |    |                        |                        |

|  | Demi-finales  | Demi-finales  |                        |    | Finale       | Finale       |
|  | Demi-finales  | Demi-finales  |                        |    | Finale       | Finale       |
|  |               |               |                        |    |              |              |
|  | 1er mars 2025 | 1er mars 2025 |                        |    | 15 mars 2025 | 15 mars 2025 |
|  | 1er mars 2025 | 1er mars 2025 |                        |    | 15 mars 2025 | 15 mars 2025 |
|  | Géorgie       | 43            |                        |    | 15 mars 2025 | 15 mars 2025 |
|  | Géorgie       | 43            |                        |    | 15 mars 2025 | 15 mars 2025 |
|  | Roumanie      | 5             |                        |    | 15 mars 2025 | 15 mars 2025 |
|  | Roumanie      | 5             | Géorgie                | 46 |              |              |
|  | 1er mars 2025 |               | Géorgie                | 46 |              |              |
|  |               | Espagne       | 28                     |    |              |              |
|  | Portugal      | Espagne       | 28                     | 31 |              |              |
|  | Portugal      |               |                        | 31 |              |              |
|  | Espagne       | 42            |                        |    |              |              |
|  | Espagne       | 42            | Match pour la 3e place |    |              |              |
|  |               |               |                        |    |              |              |
|  | 15 mars 2025  |               |                        |    |              |              |
|  |               |               |                        |    |              |              |
|  | Portugal      | 7             |                        |    |              |              |
|  | Portugal      | 7             |                        |    |              |              |
|  | Roumanie      | 21            |                        |    |              |              |
|  | Roumanie      | 21            |                        |    |              |              |

#### Demi-finales de classement
| 1er mars 2025 13 h UTC+01:00 | Pays-Bas | 38 - 9 (5 - 6) | Allemagne                                                                                         | NRCA Stadium, Amsterdam 2 500 spectateurs Arbitre : Shota Tevzadze |
| 1er mars 2025 13 h UTC+01:00 | Essai(s) : 6 Raymond (39e), Hadinegoro (43e), Bloemen (51e), Egberts (65e), Coebergh (72e) Transformation(s) : 4 Meijer (44e, 53e, 66e, 73e) Carton(s) jaune(s) : 1 Smits (30e) | Rapport        | Pénalité(s) : 3 Klewinghaus (28e, 32e, 41e) Carton(s) jaune(s) : 2 Lammers (35e), Zymvragos (64e) | NRCA Stadium, Amsterdam 2 500 spectateurs Arbitre : Shota Tevzadze |
| 1er mars 2025 13 h UTC+01:00 | | Rapport        |                                                                                                   | NRCA Stadium, Amsterdam 2 500 spectateurs Arbitre : Shota Tevzadze |

| 1er mars 2025 20 h UTC+01:00 | Belgique | 38 - 5 (28 - 0) | Suisse | Stade du Pachy, Waterloo 1 500 spectateurs Arbitre : Alex Frasson |
| 1er mars 2025 20 h UTC+01:00 | Essai(s) : 6 De Francq (8e), Torfs (15e), Raynier (21e), Soenen (24e, 68e), Rassinfosse (53e) Transformation(s) : 4 De Francq (9e, 16e, 23e, 25e) Carton(s) jaune(s) : 1 Hendrickx (41e) | Rapport         | Essai(s) : 1 Jegerlehner (57e) Carton(s) jaune(s) : 2 Mousties (8e), Bonvin (67e) Carton(s) rouge(s) : 1 Malyon (77e) | Stade du Pachy, Waterloo 1 500 spectateurs Arbitre : Alex Frasson |
| 1er mars 2025 20 h UTC+01:00 | | Rapport         | | Stade du Pachy, Waterloo 1 500 spectateurs Arbitre : Alex Frasson |

#### Demi-finales
| 1er mars 2025 15 h 30 UTC+01:00 | Portugal | 31 - 42 (17 - 23) | Espagne | Stade national du Jamor, Oeiras 6 500 spectateurs Arbitre : Adam Jones |
| 1er mars 2025 15 h 30 UTC+01:00 | Essai(s) : 4 Rodrigues (12e, 65e), Storti (33e), A. Rebelo de Andrade (74e) Transformation(s) : 4 Vareiro (13e, 34e), Aubry (65e, 75e) Pénalité(s) : 1 Vareiro (26e) Carton(s) jaune(s) : 3 Pinheiro Ruiz (20e), Storti (39e), J.Rebelo de Andrade (50e) | Rapport           | Essai(s) : 3 R. Nieto (4e), Minguillón (18e, 43e) Transformation(s) : 3 Lopez Bontempo (5e, 19e, 44e) Pénalité(s) : 7 Lopez Bontempo (8e, 21e, 40e, 49e, 57e, 70e, 72e) Carton(s) jaune(s) : 2 Ariceta (27e), R. Nieto (74e) | Stade national du Jamor, Oeiras 6 500 spectateurs Arbitre : Adam Jones |
| 1er mars 2025 15 h 30 UTC+01:00 | | Rapport           | | Stade national du Jamor, Oeiras 6 500 spectateurs Arbitre : Adam Jones |

| 2 mars 2025 15 h UTC+03:00 | Géorgie | 43 - 5 (23 - 0) | Roumanie                          | Stade de rugby d'Avchala, Tbilissi 2 975 spectateurs Arbitre : Peter Martin |
| 2 mars 2025 15 h UTC+03:00 | Essai(s) : 7 Todua (5e), Tabutsadze (17e), Babunashvili (en) (21e), Aprasidze (24e), Kakhoidze (29e), Akhaladze (53e), Kveseladze (65e) Transformation(s) : 4 Matkava (22e, 25e, 54e, 66e) | Rapport         | Essai(s) : 1 Conache (en) (80e+2) | Stade de rugby d'Avchala, Tbilissi 2 975 spectateurs Arbitre : Peter Martin |
| 2 mars 2025 15 h UTC+03:00 | | Rapport         |                                   | Stade de rugby d'Avchala, Tbilissi 2 975 spectateurs Arbitre : Peter Martin |

#### Finales
| 7e place 15 mars 2025 15 h 45 UTC+01:00 | Allemagne | 17 - 20 (14 - 3) | Suisse | Fritz-Grunebaum-Sportpark (en), Heidelberg 1 200 spectateurs Arbitre : Mike English |
| 7e place 15 mars 2025 15 h 45 UTC+01:00 | Essai(s) : 2 M. McDonald (8e), Bülow (34e) Transformation(s) : 2 Klewinghaus (9e, 35e) Pénalité(s) : 1 Klewinghaus (51e) | Rapport          | Essai(s) : 2 Nelson-Murray (44e), McCarthy (76e) Transformation(s) : 2 Perrod (45e, 77e) Pénalité(s) : 1 Perrod (18e) Drop(s) : 1 Porcher (80e+2) | Fritz-Grunebaum-Sportpark (en), Heidelberg 1 200 spectateurs Arbitre : Mike English |
| 7e place 15 mars 2025 15 h 45 UTC+01:00 | | Rapport          | | Fritz-Grunebaum-Sportpark (en), Heidelberg 1 200 spectateurs Arbitre : Mike English |

| 5e place 15 mars 2025 13 h UTC+01:00 | Pays-Bas                                                                  | 10 - 31 (5 - 24) | Belgique | NRCA Stadium, Amsterdam 4 500 spectateurs Arbitre : Jérémy Rozier |
| 5e place 15 mars 2025 13 h UTC+01:00 | Essai(s) : 2 Coetzee (en) (39e, 52e) Carton(s) jaune(s) : 1 Bloemen (26e) | Rapport          | Essai(s) : 4 Soenen (2e), Hendrickx (12e), Torfs (33e), F. Remue (49e) Transformation(s) : 4 De Francq (3e, 13e, 34e, 50e) Pénalité(s) : 1 De Francq (27e) Carton(s) jaune(s) : 2 Wallraf (53e), Berger (65e) | NRCA Stadium, Amsterdam 4 500 spectateurs Arbitre : Jérémy Rozier |
| 5e place 15 mars 2025 13 h UTC+01:00 |                                                                           | Rapport          | | NRCA Stadium, Amsterdam 4 500 spectateurs Arbitre : Jérémy Rozier |

| 3e place 16 mars 2025 15 h UTC+01:00 | Portugal                                                         | 7 - 21 (0 - 18) | Roumanie | Centro de Alto Rendimento do Jamor, Oeiras 600 spectateurs Arbitre : Saba Abulashvili |
| 3e place 16 mars 2025 15 h UTC+01:00 | Essai(s) : 1 Mascarenhas (60e) Transformation(s) : 1 Moura (61e) | Rapport         | Essai(s) : 2 Immelman (en) (17e), Boboc (en) (37e) Transformation(s) : 1 Conache (en) (18e) Pénalité(s) : 3 Conache (10e, 28e, 63e) Carton(s) jaune(s) : 1 Tiqe (59e) | Centro de Alto Rendimento do Jamor, Oeiras 600 spectateurs Arbitre : Saba Abulashvili |
| 3e place 16 mars 2025 15 h UTC+01:00 |                                                                  | Rapport         | | Centro de Alto Rendimento do Jamor, Oeiras 600 spectateurs Arbitre : Saba Abulashvili |

| Finale 16 mars 2025 16 h UTC+01:00 | Géorgie | 46 - 28 (17 - 16) | Espagne | Stade Mikheil-Meskhi, Tbilissi 14 900 spectateurs Arbitre : Federico Vedovelli |
| Finale 16 mars 2025 16 h UTC+01:00 | Essai(s) : 8 Karkadze (21e, 33e, 48e), Tabutsadze (36e, 50e, 72e), Abuladze (44e), Lobzhanidze (65e) Transformation(s) : 3 Papunashvili (37e, 45e), Niniashvili (66e) | Rapport           | Essai(s) : 3 Cian (24e), Santamaria (69e), Lopez Bontempo (79e) Transformation(s) : 2 Lopez Bontempo (25e, 79e) Pénalité(s) : 3 Lopez Bontempo (3e, 18e, 40e+1) Carton(s) jaune(s) : 1 Bay (es) (32e) | Stade Mikheil-Meskhi, Tbilissi 14 900 spectateurs Arbitre : Federico Vedovelli |
| Finale 16 mars 2025 16 h UTC+01:00 | | Rapport           | | Stade Mikheil-Meskhi, Tbilissi 14 900 spectateurs Arbitre : Federico Vedovelli |

## Trophy
Navigation
2023-2024

### Équipes engagées
| Équipe     | Édition 2024                       |
| ---------- | ---------------------------------- |
| Pologne    | Dernier du Championship (relégué)  |
| Suède      | 2e Trophy                          |
| Tchéquie   | 3e Trophy                          |
| Croatie    | 4e Trophy                          |
| Lituanie   | 5e Trophy                          |
| Luxembourg | Vainqueur de la Conference (promu) |

### Classement
| Rang | Nations        | J | V | N | D | Bo | Bd | Pm  | Pe  | Diff | Pts |
| ---- | -------------- | - | - | - | - | -- | -- | --- | --- | ---- | --- |
| 1    | Pologne (R)    | 5 | 5 | 0 | 0 | 2  | 0  | 182 | 90  | +92  | 22  |
| 2    | Suède          | 5 | 4 | 0 | 1 | 2  | 1  | 192 | 113 | +79  | 19  |
| 3    | Tchéquie       | 5 | 3 | 0 | 2 | 2  | 2  | 164 | 89  | +75  | 16  |
| 4    | Croatie        | 5 | 1 | 1 | 3 | 0  | 0  | 147 | 203 | -56  | 6   |
| 5    | Lituanie       | 5 | 1 | 0 | 4 | 1  | 0  | 105 | 182 | -77  | 5   |
| 6    | Luxembourg (P) | 5 | 0 | 1 | 4 | 0  | 0  | 95  | 208 | -113 | 2   |

La Pologne est promue pour le Championship de l’édition du Championnat d'Europe de rugby à XV 2025-2026
|  | Relégué en Conference 2025-2026                                     |
|  | R : relégué de Championship 2024, P : promu de Conference 2023-2024 |

## Conference
Navigation
2023-2024

### Format
L'édition 2024-2025 de la Conference est conclue par une finale opposant les deux meilleures équipes de la phase de poules, qualificative pour l'accession en Trophy.

### Équipes engagées
| Équipe             | Édition 2024                     | Poule Conference |
| ------------------ | -------------------------------- | ---------------- |
| Ukraine            | Dernier du Trophy (relégué)      | B                |
| Lettonie           | 1er Conference (poule A)         | A                |
| Finlande           | 2e Conference (poule A)          | A                |
| Danemark           | 3e Conference (poule A)          | A                |
| Andorre            | 4e Conference (poule A)          | D                |
| Norvège            | 5e Conference (poule B)          | A                |
| Hongrie            | 2e Conference (poule B)          | B                |
| Autriche           | 3e Conference (poule B)          | B                |
| Slovénie           | 4e Conference (poule B)          | E                |
| Bosnie-Herzégovine | 5e Conference (poule B)          | E                |
| Moldavie           | 1er Conference (poule C)         | C                |
| Bulgarie           | 2e Conference (poule C)          | C                |
| Turquie            | 3e Conference (poule C)          | C                |
| Serbie             | 4e Conference (poule C)          | C                |
| Malte              | 1er Conference (poule D)         | D                |
| Chypre             | 2e Conference (poule D)          | D                |
| Israël             | 3e Conference (poule D)          | D                |
| Monténégro         | Vainqueur du Development (promu) | E                |
| Kosovo             | Deuxième du Development (promu)  | E                |
| Estonie            | Ne participait pas               | A                |
| Slovaquie          | Ne participait pas               | B                |

### Poule A

#### Classement
| Rang | Nations  | J | V | N | D | Bo | Bd | Pm  | Pe  | Diff | Pts |
| ---- | -------- | - | - | - | - | -- | -- | --- | --- | ---- | --- |
| 1    | Danemark | 4 | 4 | 0 | 0 | 3  | 0  | 192 | 16  | +176 | 19  |
| 2    | Finlande | 4 | 3 | 0 | 1 | 2  | 0  | 221 | 76  | +145 | 14  |
| 3    | Lettonie | 4 | 2 | 0 | 2 | 2  | 2  | 127 | 52  | +75  | 12  |
| 4    | Norvège  | 4 | 1 | 0 | 3 | 1  | 0  | 93  | 159 | -66  | 5   |
| 5    | Estonie  | 4 | 0 | 0 | 4 | 0  | 0  | 15  | 345 | -330 | 0   |

|  | Qualifié pour la phase finale |

### Poule B

#### Classement
| Rang | Nations   | J | V | N | D | Bo | Bd | Pm  | Pe  | Diff | Pts |
| ---- | --------- | - | - | - | - | -- | -- | --- | --- | ---- | --- |
| 1    | Ukraine   | 2 | 2 | 0 | 0 | 2  | 0  | 221 | 23  | +198 | 10  |
| 2    | Autriche  | 2 | 2 | 0 | 0 | 2  | 0  | 156 | 15  | +141 | 10  |
| 3    | Hongrie   | 3 | 1 | 0 | 2 | 1  | 0  | 73  | 141 | -68  | 5   |
| 4    | Slovaquie | 3 | 0 | 0 | 3 | 0  | 0  | 32  | 303 | -271 | 0   |

|  | Qualifié pour la phase finale |

### Poule C

#### Classement
| Rang | Nations  | J | V | N | D | Bo | Bd | Pm | Pe  | Diff | Pts |
| ---- | -------- | - | - | - | - | -- | -- | -- | --- | ---- | --- |
| 1    | Moldavie | 3 | 2 | 0 | 1 | 2  | 1  | 91 | 34  | +57  | 11  |
| 2    | Serbie   | 3 | 2 | 0 | 1 | 1  | 0  | 75 | 71  | +4   | 9   |
| 3    | Turquie  | 3 | 1 | 0 | 2 | 1  | 0  | 74 | 81  | -7   | 5   |
| 4    | Bulgarie | 3 | 1 | 0 | 2 | 0  | 0  | 56 | 110 | -54  | 4   |

|  | Qualifié pour la phase finale |

### Poule D

#### Classement
| Rang | Nations | J | V | N | D | Bo | Bd | Pm | Pe | Diff | Pts |
| ---- | ------- | - | - | - | - | -- | -- | -- | -- | ---- | --- |
| 1    | Malte   | 3 | 2 | 0 | 1 | 1  | 1  | 68 | 40 | +28  | 10  |
| 2    | Andorre | 3 | 2 | 0 | 1 | 0  | 1  | 62 | 57 | +5   | 9   |
| 3    | Israël  | 2 | 1 | 0 | 1 | 0  | 1  | 44 | 46 | -2   | 5   |
| 4    | Chypre  | 2 | 0 | 0 | 2 | 0  | 0  | 40 | 71 | -31  | 0   |

|  | Qualifié pour la phase finale |

### Poule E

#### Classement
| Rang | Nations            | J | V | N | D | Bo | Bd | Pm  | Pe  | Diff | Pts |
| ---- | ------------------ | - | - | - | - | -- | -- | --- | --- | ---- | --- |
| 1    | Slovénie           | 3 | 3 | 0 | 0 | 1  | 0  | 147 | 53  | +94  | 13  |
| 2    | Bosnie-Herzégovine | 3 | 2 | 0 | 1 | 1  | 0  | 128 | 64  | +64  | 9   |
| 3    | Monténégro         | 3 | 1 | 0 | 2 | 1  | 0  | 97  | 79  | +18  | 5   |
| 4    | Kosovo             | 3 | 0 | 0 | 3 | 0  | 0  | 30  | 206 | -176 | 0   |

|  | Qualifié pour la phase finale |

### Finale
| 24 mai 2025 15 h UTC+01:00 | Danemark | 41 - 6 (10 - 6) | Moldavie                                                                                  | stade du CSR-Nanok Rugby Klub, Copenhague 450 spectateurs Arbitre : Eki Fanlo |
| 24 mai 2025 15 h UTC+01:00 | Essai(s) : 5 Coventry (38e), Madsen (47e), Haedo (52e), Kilsdal (75e), Coleman (77e) Transformation(s) : 5 Deschamps (39e, 48e, 53e, 75e, 77e) Pénalité(s) : 2 Deschamps (9e, 66e) Carton(s) jaune(s) : 1 Caquineau (22e) | Rapport         | Pénalité(s) : 2 Adam (19e, 34e) Carton(s) jaune(s) : 2 Morosanu (35e), Evdochimenco (37e) | stade du CSR-Nanok Rugby Klub, Copenhague 450 spectateurs Arbitre : Eki Fanlo |
| 24 mai 2025 15 h UTC+01:00 | | Rapport         |                                                                                           | stade du CSR-Nanok Rugby Klub, Copenhague 450 spectateurs Arbitre : Eki Fanlo |